# Grand Prix Formule 1 van de Verenigde Staten 2006

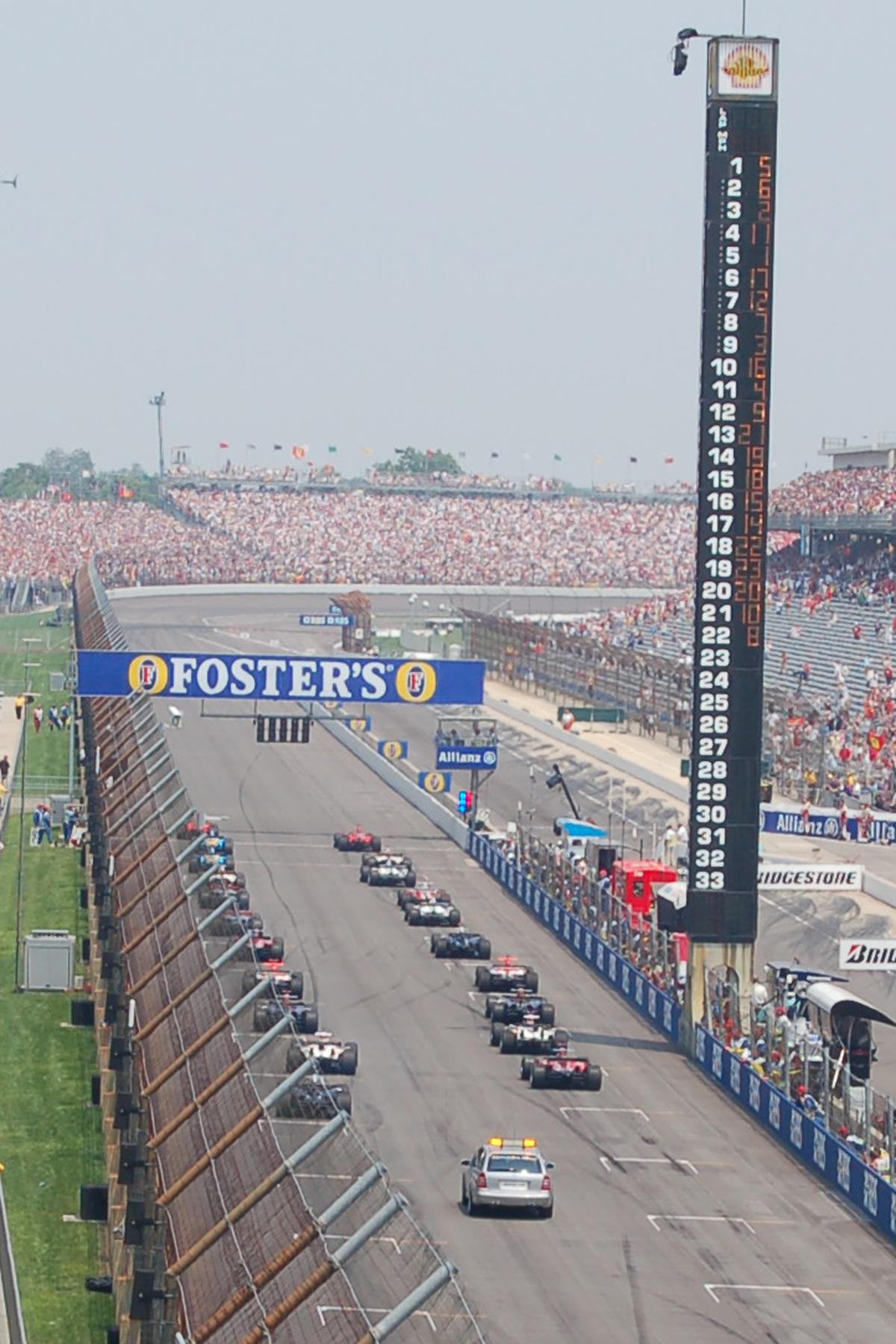
Start

De Grand Prix Formule 1 van de Verenigde Staten 2006 werd gehouden op 2 juli 2006 op Indianapolis Motor Speedway in Indianapolis.

## Uitslag
| Positie | Nummer | Rijder               | Team                  | Ronden | Tijd/Opgave    | Startplaats | Punten |
| ------- | ------ | -------------------- | --------------------- | ------ | -------------- | ----------- | ------ |
| 1       | 5      | Michael Schumacher   | Scuderia Ferrari      | 73     | 1:34:35.199    | 1           | 10     |
| 2       | 6      | Felipe Massa         | Scuderia Ferrari      | 73     | +7.984         | 2           | 8      |
| 3       | 2      | Giancarlo Fisichella | Renault               | 73     | +16.595        | 3           | 6      |
| 4       | 8      | Jarno Trulli         | Toyota                | 73     | +23.604        | 22          | 5      |
| 5       | 1      | Fernando Alonso      | Renault               | 73     | +28.410        | 5           | 4      |
| 6       | 11     | Rubens Barrichello   | Honda                 | 73     | +36.513        | 4           | 3      |
| 7       | 14     | David Coulthard      | Red Bull - Ferrari    | 72     | +1 Ronde       | 17          | 2      |
| 8       | 20     | Vitantonio Liuzzi    | Toro Rosso - Cosworth | 72     | +1 Ronde       | 20          | 1      |
| 9       | 10     | Nico Rosberg         | Williams - Cosworth   | 72     | +1 Ronde       | 21          |        |
| Ret     | 7      | Ralf Schumacher      | Toyota                | 62     | +11 Rondes     | 8           |        |
| Ret     | 19     | Christijan Albers    | MF1 - Toyota          | 37     | Transmissie    | 14          |        |
| Ret     | 17     | Jacques Villeneuve   | BMW Sauber            | 23     | Motor          | 6           |        |
| Ret     | 18     | Tiago Monteiro       | MF1 - Toyota          | 9      | Schade ongeluk | 15          |        |
| Ret     | 22     | Takuma Sato          | Super Aguri - Honda   | 6      | Ongeluk        | 18          |        |
| Ret     | 12     | Jenson Button        | Honda                 | 3      | Schade ongeluk | 7           |        |
| Ret     | 3      | Kimi Räikkönen       | McLaren - Mercedes    | 0      | Ongeluk        | 9           |        |
| Ret     | 16     | Nick Heidfeld        | BMW Sauber            | 0      | Ongeluk        | 10          |        |
| Ret     | 4      | Juan Pablo Montoya   | McLaren - Mercedes    | 0      | Ongeluk        | 11          |        |
| Ret     | 9      | Mark Webber          | Williams - Cosworth   | 0      | Ongeluk        | 12          |        |
| Ret     | 21     | Scott Speed          | Toro Rosso - Cosworth | 0      | Ongeluk        | 13          |        |
| Ret     | 15     | Christian Klien      | Red Bull - Ferrari    | 0      | Ongeluk        | 16          |        |
| Ret     | 23     | Franck Montagny      | Super Aguri - Honda   | 0      | Ongeluk        | 19          |        |

## Wetenswaardigheden
- Laatste race: Juan Pablo Montoya. Hij werd door McLaren ontslagen omdat hij zijn overgang naar de NASCAR voor het team Earnhardt Ganassi Racing te vroeg had aangekondigd.
- Eerste punten: Toro Rosso.
- Jarno Trulli startte uit de pitstraat.
- Alle kwalificatietijden van Nico Rosberg werden gewist en hij moest van de 21ste positie starten.
- Vitantonio Liuzzi had een motorwissel en moest vanaf de 20ste plaats starten.
- De oorzaak van de eerste zeven uitgevallen auto's werden veroorzaakt door twee verschillende incidenten in de eerste en tweede bocht.

## Standen na de Grand Prix

### Coureurs
| Positie | Nummer | Rijder               | Team             | Punten |
| ------- | ------ | -------------------- | ---------------- | ------ |
| 1       | 1      | Fernando Alonso      | Renault          | 88     |
| 2       | 5      | Michael Schumacher   | Scuderia Ferrari | 69     |
| 3       | 2      | Giancarlo Fisichella | Renault          | 43     |
| 4       | 3      | Kimi Räikkönen       | McLaren          | 39     |
| 5       | 6      | Felipe Massa         | Scuderia Ferrari | 36     |

### Constructeurs
| Positie | Nummers | Team             | Rijders                              | Punten |
| ------- | ------- | ---------------- | ------------------------------------ | ------ |
| 1       | 1 2     | Renault          | Fernando Alonso Giancarlo Fisichella | 131    |
| 2       | 5 6     | Scuderia Ferrari | Michael Schumacher Felipe Massa      | 105    |
| 3       | 3 4     | McLaren          | Kimi Räikkönen Juan Pablo Montoya    | 65     |
| 4       | 11 12   | Honda            | Jenson Button Rubens Barrichello     | 32     |
| 5       | 16 17   | BMW Sauber       | Nick Heidfeld Jacques Villeneuve     | 19     |

## Statistieken
| Snelste ronde | Michael Schumacher | Scuderia Ferrari | 1:12.719 |

## Noot
- Dit was de tweehonderdste podiumplaats voor een Italiaanse coureur.
- Dit was de vijfde overwinning van de Grote Prijs van de Verenigde Staten (eerdere overwinningen in 2000, 2003, 2004 en 2005) voor Michael Schumacher; een verbetering van zijn record.

Grand Prix Formule 1 van de Verenigde Staten: 1908 · 1910 · 1911 · 1912 · 1914 · 1915 · 1916 · 1959 · 1960 · 1961 · 1962 · 1963 · 1964 · 1965 · 1966 · 1967 · 1968 · 1969 · 1970 · 1971 · 1972 · 1973 · 1974 · 1975 · 1976 · 1977 · 1978 · 1979 · 1980 · 1989 · 1990 · 1991 · 2000 · 2001 · 2002 · 2003 · 2004 · 2005 · 2006 · 2007 · 2012 · 2013 · 2014 · 2015 · 2016 · 2017 · 2018 · 2019 · 2021 · 2022 · 2023 · 2024 · 2025 · 2026

Indianapolis 500: 1950 · 1951 · 1952 · 1953 · 1954 · 1955 · 1956 · 1957 · 1958 · 1959 · 1960

Grand Prix Formule 1 van de Verenigde Staten West: 1976 · 1977 · 1978 · 1979 · 1980 · 1981 · 1982 · 1983

Grand Prix Formule 1 van Las Vegas: 1981 · 1982 · 2023 · 2024 · 2025

Grand Prix Formule 1 van de Verenigde Staten Oost: 1982 · 1983 · 1984 · 1985 · 1986 · 1987 · 1988

Grand Prix Formule 1 van Dallas: 1984

Grand Prix Formule 1 van Miami: 2022 · 2023 · 2024 · 2025 · 2026 · 2027 · 2028 · 2029 · 2030 · 2031 · 2032 · 2033 · 2034 · 2035 · 2036 · 2037 · 2038 · 2039 · 2040 · 2041